# بدرود آسمان آبی
«بدرود آسمان آبی» (به انگلیسی: Goodbye Blue Sky) آهنگی ساختهٔ پینک فلوید است، که در آلبوم دوگانه‌شان دیوار محصول ۱۹۷۹ قرار دارد.

## داستان
در ابتدای آهنگ، به عنوان پیش‌گفتار، صدای یک پرندهٔ چکاوک که در حال آواز خواندن است شنیده می‌شود. با نزدیک شدن صدای بمب افکن‌ها نظر یک کودک جلب شده و به مادرش می‌گوید، «نگاه کن مامان، یه هواپیما تو آسمونه». 
این جمله را پسر راجر واترز، هری، زمانی که سه ساله بود گفته است.

متن ترانه خاطره‌ای از بمباران هوایی بلیتس را شرح می‌دهد:
آنهایی که وحشت‌زده‌اند را دیدی؟ صدای سقوط بمب‌ها را شنیدی؟ تاحالا تعجب نکردی که چرا باید به پناهگاه پناه ببریم وقتی که زیر آسمان آبی یک دنیای دلیرِ تازه را مژده می‌دهند؟... شعله‌های آتش فروکش کرده‌اند اما درد همچنان ادامه دارد. بدرود، آسمان آبی.
اما نکته جالب توجه در این آهنگ این است که گروه خاصی را نشانه نگرفته است، تاثیرات جنگ و بمباران، فرقی نمی‌کند حمله کننده و قربانی، کدام کشور یا کدام یک از طرفین درگیر جنگ هستند، بهای آن را مردم بی گناهی می‌پردازند که به آنها "قول یک دنیای شجاع تازه" داده شده است.
عبارت "دنیای شجاع تازه" نام یک رمان پادآرمانشهری به قلم آلدوس هاکسلی است. بنابراین بعید نیست که این عبارت هم کنایه‌ای به دنیای جدیدی باشد که در عصر مدرن وعده آن داده شده است.

## دست‌اندرکاران
- دیوید گیلمور — خوانندهٔ رهبر و هماهنگ کننده، گیتار آکوستیک، گیتار باس، سینث‌سایزر[۴]
- راجر واترز — سینث‌سایزر ئی‌ام‌اس وی‌سی‌اس ۳[۴]
- ریچارد رایت — سینث‌سایزر[۴]

همراه:
- هری واترز - صدای کودک

## بازخوانی‌ها
- در آلبوم استودیویی محصول سال ۲۰۰۷ ان ویلسون، امید و شکوه، یک نگارش از این آهنگ با همکاری خواهرش، نانسی وجود دارد. گروه موسیقی خواهر ویلسون، قلب، نیز یک نگارش زنده از این آهنگ را در آلبوم زندهٔ دریم‌بوت آنی زنده منتشر کرد.
- گروه موسیقی آنسوی رشته کوه یک نگارش زنده از این ترانه را در آلبوم زنده‌شان محصول سال ۲۰۰۲، آهنگ‌های کوه: شماره ۲، به عنوان یک آهنگ مخفی پس از آهنگ «مرا تا کنار رودخانه دنبال کن» منتشر کرد.
- این آهنگ توسط گروه‌های موسیقی یس و سیستم آو ا داون بازخوانی شده‌است.